# Zitadelle Belfort

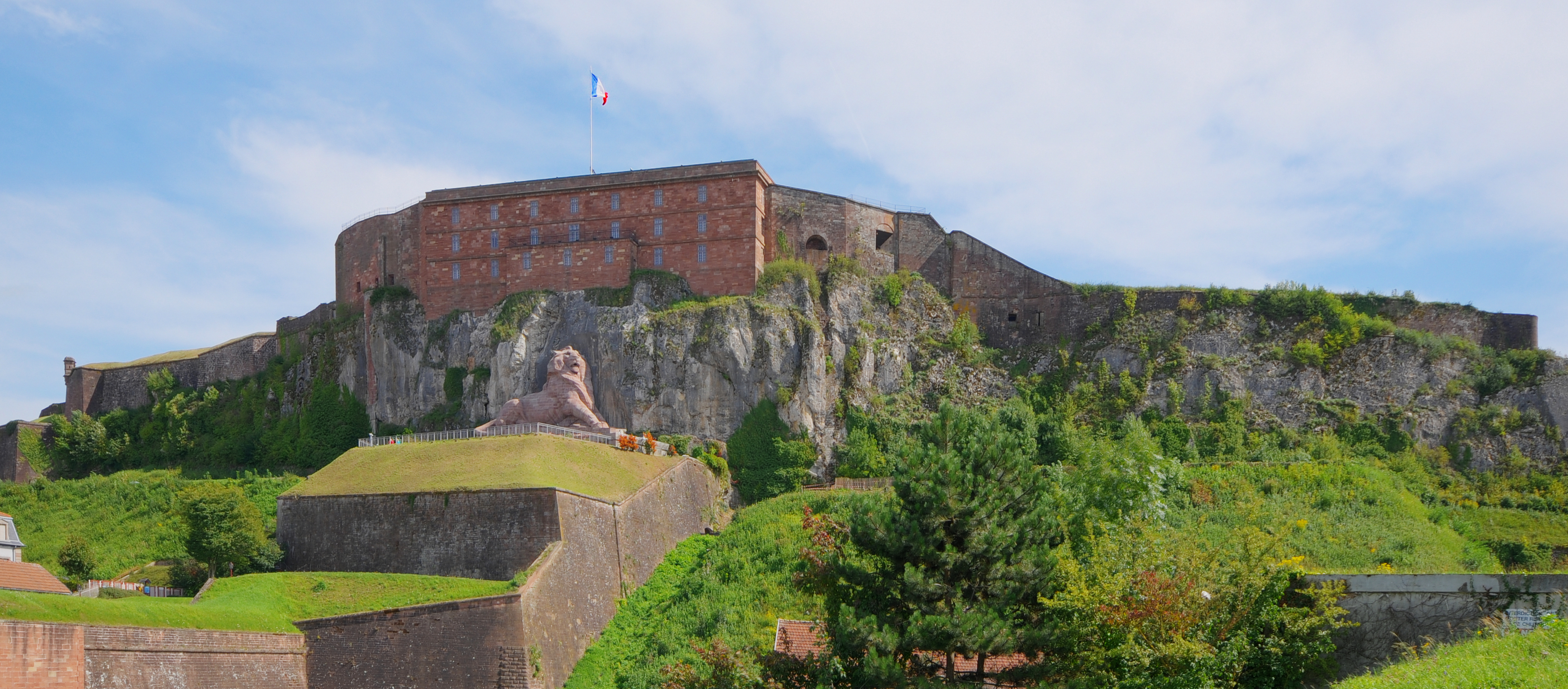
Zitadelle mit dem Löwen von Belfort im Vordergrund

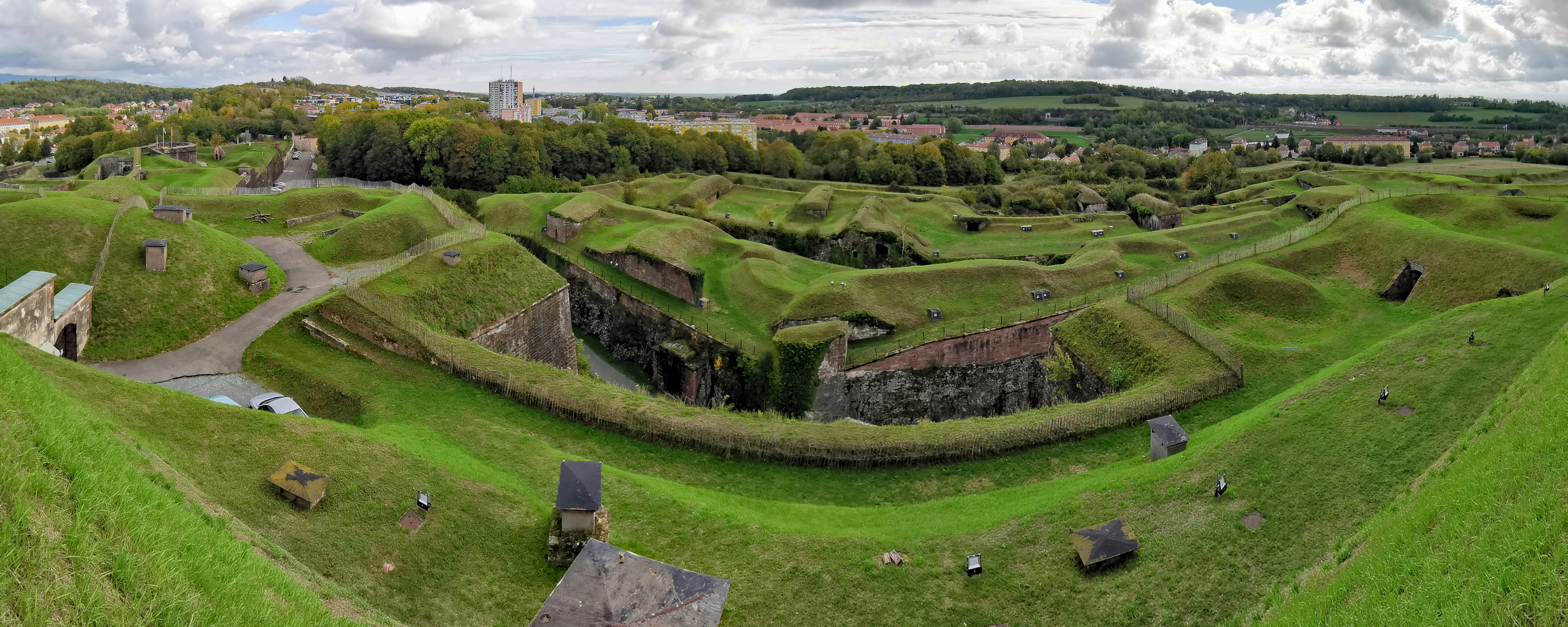
Panoramaansicht nach Südosten

Die Zitadelle Belfort ist eine 1687 nach den Plänen von Vauban erbaute Festungsanlage in der französischen Stadt Belfort. Eine wichtige Rolle spielte sie vor allem 1870/71 bei der Belagerung von Belfort, einem der letzten großen Gefechte des Deutsch-Französischen Krieges.
Errichtet wurde die Zitadelle mit Blick auf die Stadt auf einen Felsvorsprung östlich der Altstadt. Neben der Festungsanlage und den Gräben enthält sie an der Westflanke der Kaserne als weitere Sehenswürdigkeit den von Bartholdi 1880 geschaffenen Löwen von Belfort, der als Wahrzeichen der Stadt gilt.
Die Zitadelle ist seit dem 23. Oktober 1907 als Monument historique klassifiziert.

## Geschichte

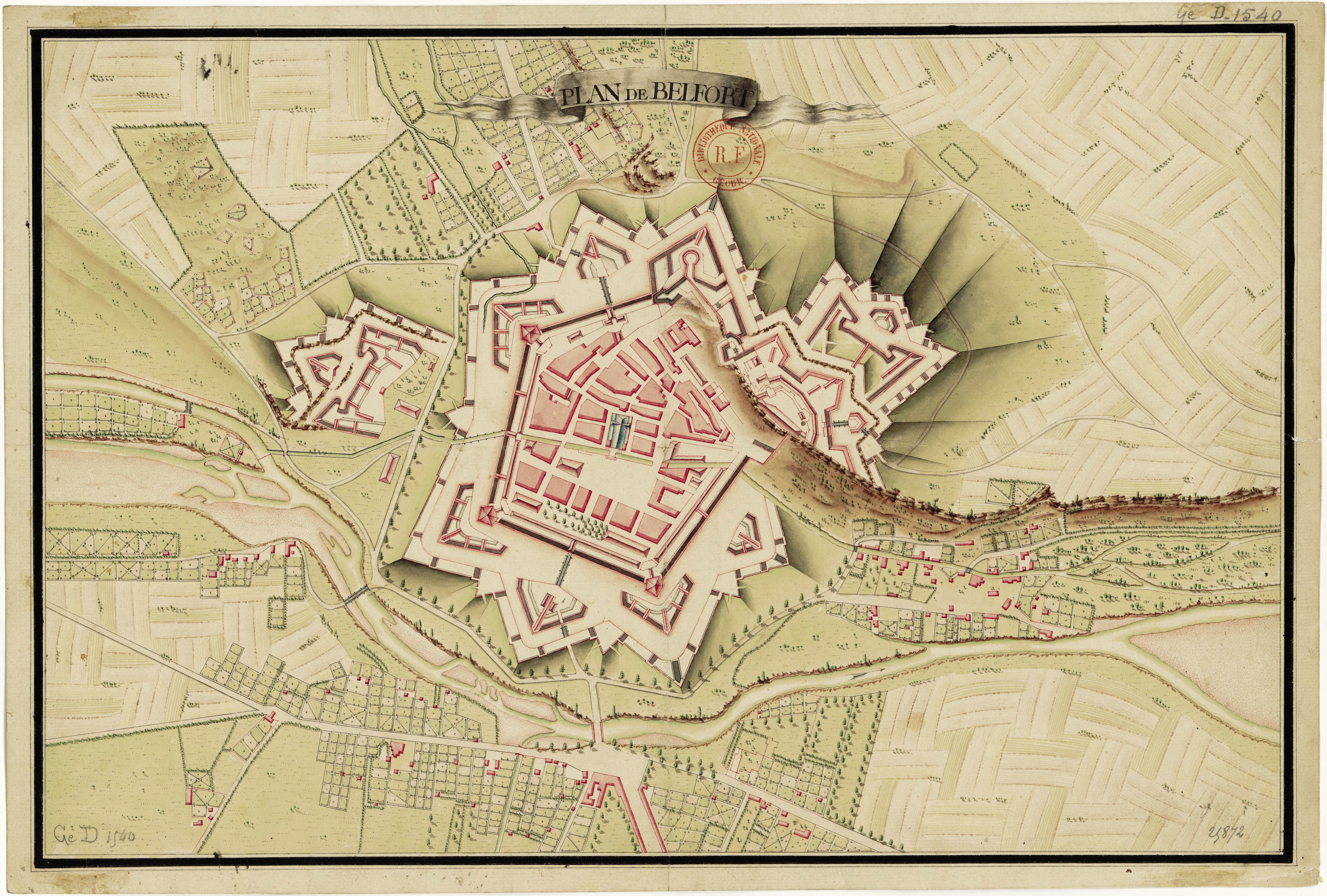
Karte von Belfort mit Festungsgürtel (1780)

Im Jahr 1226 wurde das Areal von der mittelalterlichen Burg Château de Belfort-sur-la-Roche eingenommen. Gleich daneben auf dem Hügel Miotte befand sich eine wenig später aufgegebene zweite Burg namens Château de Montfort.
Bereits 1636 begann Gaspard de Champagne, Graf von Suze, das Château de Belfort-sur-la-Roche zu einer Zitadelle umzubauen, die Hauptarbeit leisteten jedoch Vauban und Jacques Tarade zwischen 1687 und 1703.
Da sich die Geschütztechnik im 18. Jahrhundert rasch weiterentwickelte, modifizierte General Haxo in den 1820er Jahren die Befestigungsanlagen ein weiteres Mal. Er ließ die Kaserne von Vauban ersetzen, die nicht dafür gebaut war, Bombardierungen standzuhalten. Weitere Veränderungen nahmen Denfert-Rochereau im Jahr 1870 und Séré de Rivières nach dem Frieden von Frankfurt vor. Die Zitadelle gilt somit als gutes Beispiel für eine Verteidigungsanlage, die im Laufe ihrer Zeit mehrere Entwicklungsstufen durchlaufen hat, das Fort de Joux in der Region Franche-Comté ist ein weiteres Beispiel.

## Le Fusillé souriant

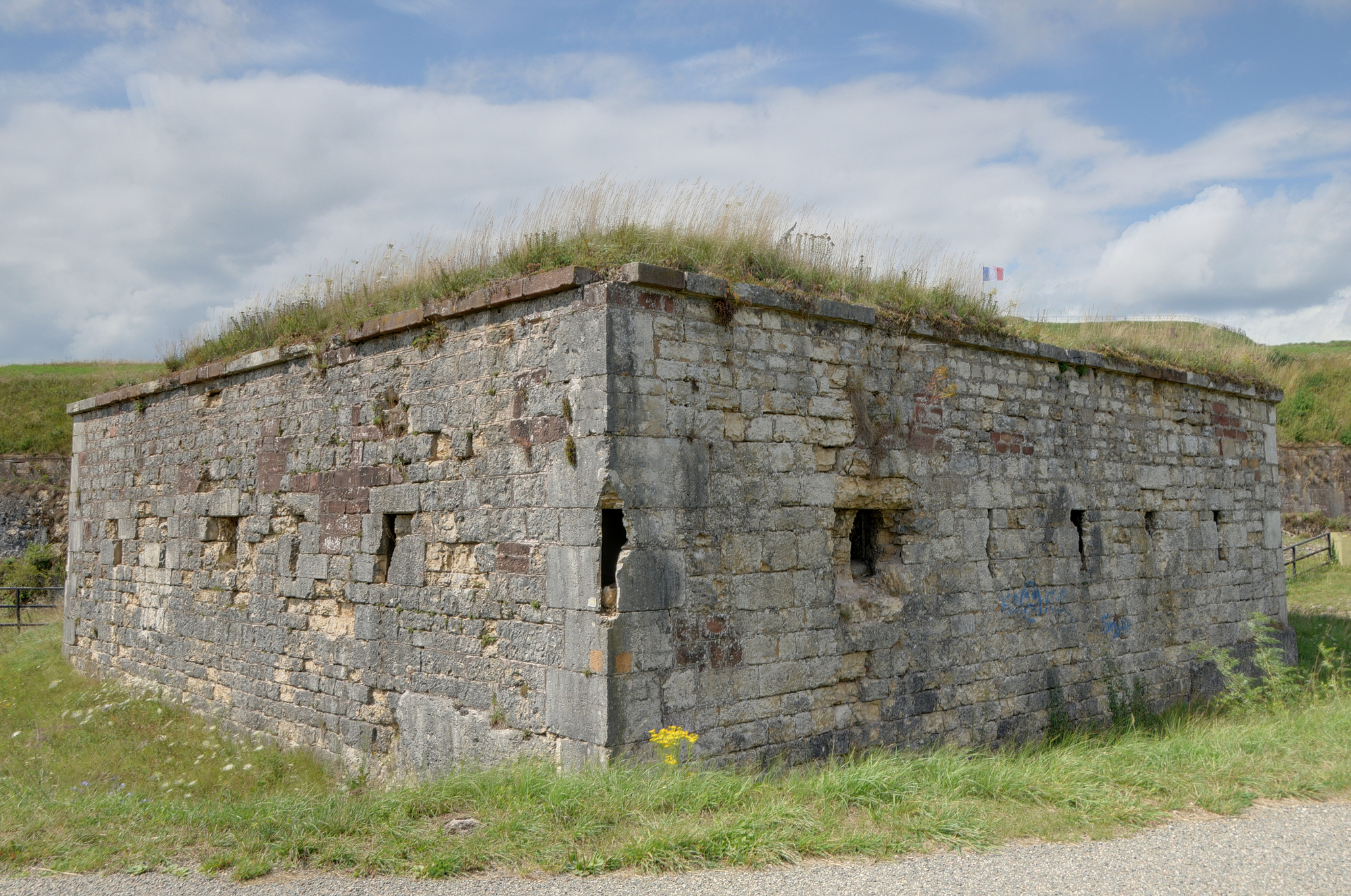
Mauer, an der das Foto Le Fusillé souriant entstand

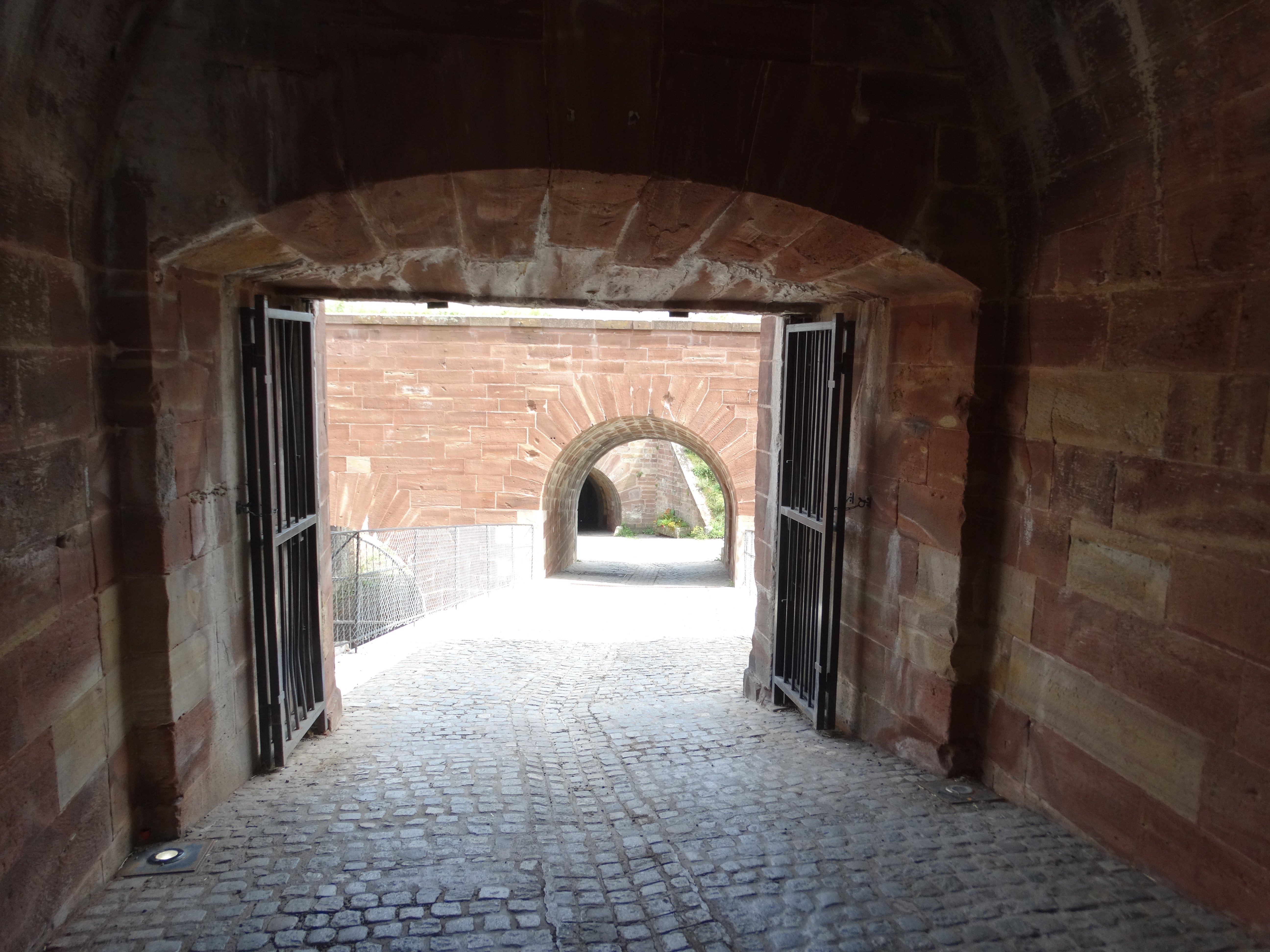
Die Torkette durch die Mauern der Zitadelle

Der vierte Graben diente als Kulisse für ein berühmtes, international unter dem Namen Le Fusillé souriant (deutsch: „der lächelnd Erschossene“) bekanntes Foto. Auf diesem steht der Résistance-Kämpfer George Blind an einer Mauer und lächelt bei der Hinrichtung durch Wehrmacht-Soldaten in die Kamera. Das im Oktober 1944 aufgenommene Foto wurde zu einem Symbol der Résistance selbst. Spätere Recherchen haben ergeben, dass es sich dabei in Wirklichkeit um eine Scheinhinrichtung handelte, bei der der Widerstandskämpfer zum Reden gebracht werden sollte. George Blind starb zwei Monate später im Arbeitslager Blechhammer.